# Liste der Baudenkmäler in Rettenbach am Auerberg

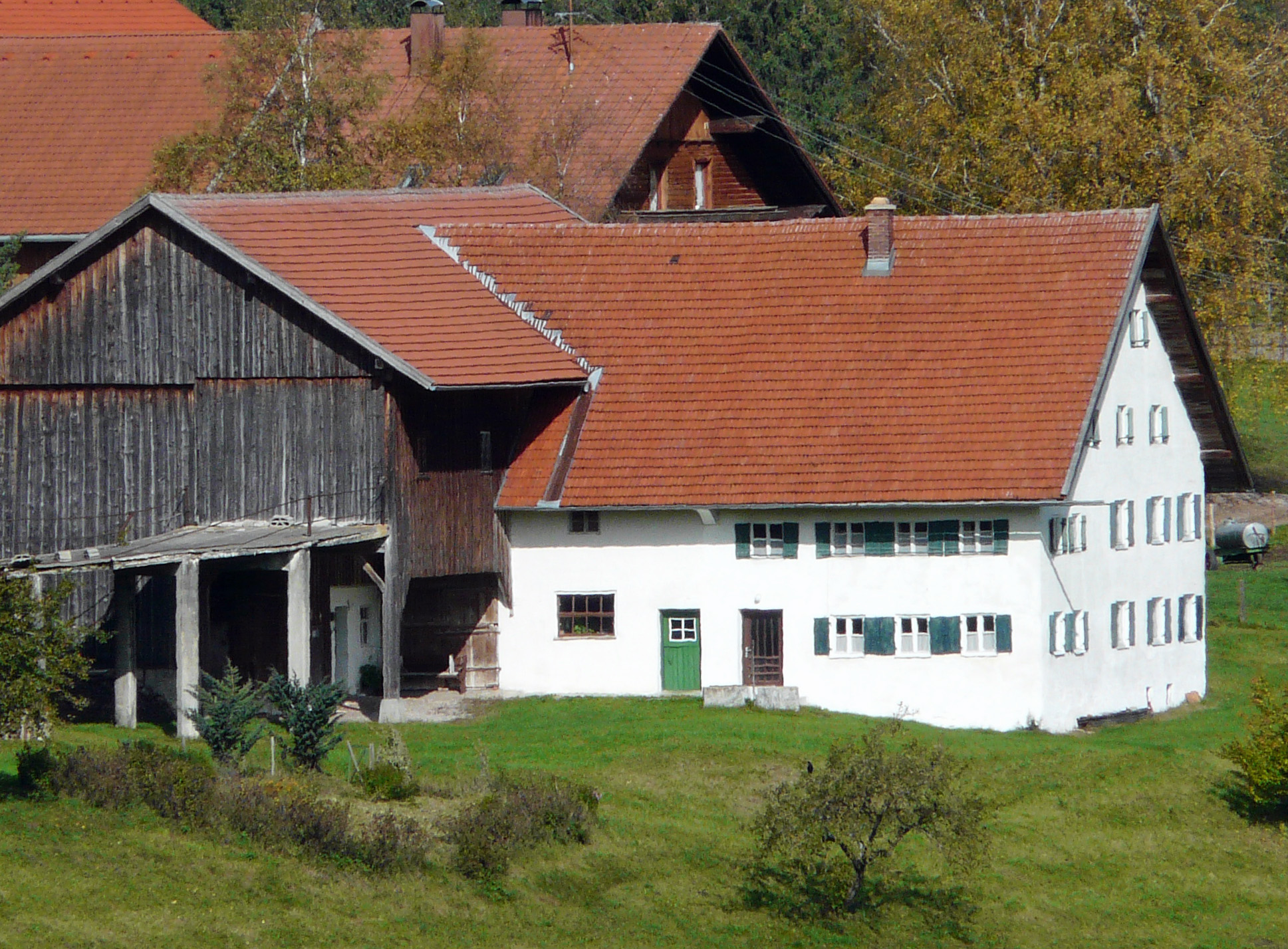
Bäuerliches Anwesen bei Rettenbach am Auerberg

Auf dieser Seite sind die Baudenkmäler in der schwäbischen Gemeinde Rettenbach am Auerberg zusammengestellt. Diese Tabelle ist eine Teilliste der Liste der Baudenkmäler in Bayern. Grundlage ist die Bayerische Denkmalliste, die auf Basis des Bayerischen Denkmalschutzgesetzes vom 1. Oktober 1973 erstmals erstellt wurde und seither durch das Bayerische Landesamt für Denkmalpflege geführt wird. Die folgenden Angaben ersetzen nicht die rechtsverbindliche Auskunft der Denkmalschutzbehörde.

## Baudenkmäler nach Ortsteilen

### Rettenbach
| Lage                                                         | Objekt                | Beschreibung | Akten-Nr.     | Bild           |
| ------------------------------------------------------------ | --------------------- | --- | ------------- | -------------- |
| Am Kirchberg 5 (Standort)                                    | Pfarrkirche St. Vitus | erbaut um 1500, 1685 erweitert, Turmneubau 1760, 1786/87 erneuert; mit Ausstattung.                                   | D-7-77-183-4  | weitere Bilder |
| Bernbeurer Straße 7 (Standort)                               | Bauernhaus            | bemalte Balkenköpfe und Kerbschnitzerei an der Flugpfette, Andreaskreuz über Zimmermeisterinschrift, bezeichnet 1810. | D-7-77-183-8  | Bauernhaus     |
| Dolche 12 (Standort)                                         | Bauernhaus            | Andreaskreuz, bemalte Kerbschnitzerei und Zimmermeister-Inschrift, bezeichnet 1816.                                   | D-7-77-183-7  | Bauernhaus     |
| nordöstlich von Weichberg, am Weg nach Tannenberg (Standort) | Grenzstein            | Grenzstein VII von 1835 auf der Landkreisgrenze Ostallgäu - Weilheim-Schongau                                         | D-7-77-183-12 | BW             |
| 300 m nördlich an der Straße nach Frankau (Standort)         | Steinkreuz            | spätmittelalterlich, Sandstein.                                                                                       | D-7-77-183-10 | weitere Bilder |
| südwestlich an der Straße nach Remnatsried (Standort)        | Wegkapelle            | 1876; mit Ausstattung.                                                                                                | D-7-77-183-9  | Wegkapelle     |

### Frankau
| Lage                  | Objekt                       | Beschreibung                  | Akten-Nr.    | Bild           |
| --------------------- | ---------------------------- | ----------------------------- | ------------ | -------------- |
| Frankau 16 (Standort) | Katholische Kapelle St. Anna | erbaut 1775; mit Ausstattung. | D-7-77-183-1 | weitere Bilder |

### Oberlöchlers
| Lage       | Objekt  | Beschreibung                  | Akten-Nr.    | Bild    |
| ---------- | ------- | ----------------------------- | ------------ | ------- |
| (Standort) | Kapelle | mit historischer Ausstattung. | D-7-77-183-3 | Kapelle |

### Unterlöchlers
| Lage                                                   | Objekt     | Beschreibung                                                             | Akten-Nr.     | Bild       |
| ------------------------------------------------------ | ---------- | ------------------------------------------------------------------------ | ------------- | ---------- |
| westlich des Weilers, an der Straße nach Ob (Standort) | Feldstadel | verbretterter Ständerbau mit Flachdach und Kopfbändern, 18. Jahrhundert. | D-7-77-183-11 | Feldstadel |